# Tetraidrofurano
Tetraidrofurano, abreviado comumente como THF (do inglês tetrahydrofuran), é um composto orgânico heterocíclico, especificamente um éter cíclico, usado como solvente, obtido pela hidrogenação do furano, com fórmula (CH2)4O.
Apresenta-se como um líquido incolor, de baixa viscosidade, constante dielétrica de 7,6 , odor semelhante ao de éter etílico. É solúvel em água. Produz peróxido quando guardado, o que pode causar explosões se for destilado a seco, de forma que deve ser guardado com um agente redutor (sulfato ferroso, por exemplo) ou em frasco com hidróxido de sódio e lacrado.

## Produção
Aproximadamente duzentas mil toneladas de THF são produzidas anualmente. O processo industrial mais usado envolve a desidrataçao catalisada por ácido do 1,4-butanodiol, além da produção de éter dietílico a partir do etanol. O butanodiol é derivado da carbonilação de acetileno seguida de hidrogenação. Du Pont desenvolveu um processo para produção de THF que consiste em oxidar n-butano, que se transforma em anidrido maléico impuro e depois hidrogenado cataliticamente. Um terceiro método industrial envolve hidroformilação de álcool alílico e depois hidrogenação resultando em butanodiol.[carece de fontes?]
THF pode ser sintetizado por hidrogenação catalítica do furano. Sendo que o furano é derivado de pentose, este método pode envolver recursos renováveis. De qualquer forma, esse método não é muito praticado.[carece de fontes?]

## Referência geral
- Loudon, G. Mark. Organic Chemistry 4th ed. New York: Oxford University Press. 2002. pg 318.